# Shimakaze (cacciatorpediniere 1920)
Lo Shimakaze (島風? lett. "Vento dell'isola"), dal 1º aprile 1940 ridenominato 1-Gō shōkaitei (第-1号哨戒艇? lett. "pattugliatore Numero 1"), è stato un cacciatorpediniere della Marina imperiale giapponese, quarta unità appartenente alla classe Minekaze. Fu varato nel marzo 1920 dal cantiere navale di Maizuru.
Sino alla fine degli anni trenta fece parte delle divisioni cacciatorpediniere, partecipando a esercitazioni varie, inframmezzate da periodi di collocazione in riserva. Oggetto di un rafforzamento strutturale nel 1937-1938, fu poi selezionato per essere trasformato in pattugliatore: perse metà dei cannoni e 2/3 dell'armamento silurante, imbarcando cannoni contraerei e lanciatori di bombe di profondità. Alla fine del 1941 fu ancora modificato per operare anche come trasporto d'assalto e inserito in una squadriglia di navi pattuglia, con il quale ebbe ruoli secondari nelle operazioni anfibie nelle Filippine e nelle Indie orientali olandesi; fu poi presente alla battaglia delle Midway (4-6 giugno 1942). In agosto, subito dopo lo sbarco statunitense a Guadalcanal, fu trasferito alla base aeronavale di Truk e quindi a Rabaul: partecipò alla battaglia delle Salomone Orientali e a regolari missioni di perlustrazione e scorta. All'inizio del 1943 stava rientrando a Rabaul dalle isole Palau, quando il 12 gennaio rimase vittima di un sommergibile statunitense, affondando al largo delle coste della Nuova Hannover.

## Servizio operativo

### Costruzione
Il cacciatorpediniere Shimakaze fu ordinato nell'anno fiscale edito dal governo nipponico nel 1917. La sua chiglia fu impostata nel cantiere navale di Maizuru il 5 settembre 1919 e il varo avvenne il 31 marzo 1920; fu completato il 15 novembre dello stesso anno. Fu posto al comando del capitano di corvetta Moshin Iwaki e assegnato alla 3ª Divisione cacciatorpediniere, a sua volta dipendente dal 1º Distretto navale con quartier generale a Yokosuka; alla fine del 1922 fu temporaneamente al comando del capitano di corvetta Kihachi Eguchi, già a capo del gemello Nadakaze.

### Anni 1920-1941
Tra il dicembre 1922 e l'agosto 1928 lo Shimakaze cambiò cinque comandanti, tra i quali figurò Jisaburō Ozawa (futuro e importante viceammiraglio). L'11 ottobre 1928 prese parte alle manovre navali della flotta, agli ordini del capitano di corvetta Sosuke Nagao; durante le evoluzioni, però, si scontrò con il cacciatorpediniere Yukaze alle ore 09:20 e accusò una grossa falla a prua. Si portò dunque a Yokosuka dove furono completate le riparazioni; Nagao fu destituito e rimpiazzato con il capitano di fregata Ruitarō Fujita. Comunque lo Shimakaze rientrò solo brevemente in servizio, poiché a partire dal dicembre 1932 rimase sempre nella riserva del Distretto navale. Sei anni più tardi il capitano di corvetta Shin'ichi Miyauchi assunse il comando e al principio del 1940 condusse lo Shimakaze nell'arsenale di Yokosuka, poiché destinato a essere convertito in pattugliatore. Per prima cosa furono rimossi due cannoni da 120 mm, i due impianti lanciasiluri a mezzanave e parte delle mine, allo scopo di fare spazio a due lanciatori di bombe di profondità (sedici ordigni in totale) e a cinque installazioni binate di cannoni contraerei Type 96 da 25 mm L/60. Furono poi eliminate due caldaie, misura che fece diminuire la potenza massima a 19 250 shp e la velocità a 22 nodi (la quantità di olio combustibile passò a 300 tonnellate circa). Le modifiche incrementarono di poco il dislocamento standard e quello a pieno carico, rispettivamente 1 412 e 1 727 tonnellate.
Il 1º aprile 1940 lo Shimakaze fu ufficialmente ridenominato 1-Gō shōkaitei, ossia "pattugliatore Numero 1", e fu riassegnato direttamente al reparto di guardia di Yokosuka. In un momento imprecisato del 1941 tornò in arsenale per ulteriori interventi: furono sbarcati tutti gli armamenti, escluso il solo cannone prodiero, e furono creati ambienti interni atti ad accogliere sino a 250 soldati equipaggiati. Inoltre la poppa assunse una forma a rampa per consentire il lancio di due chiatte classe Daihatsu da sbarco. Il 20 novembre 1941 fu aggregato al 1º Squadrone pattugliatori assieme al gemello Numero 2 e alle navi pattuglia dalla Numero 32 alla Numero 39. Due giorni dopo si spostò a Sasebo e il 26, dopo aver transitato per Terajima, navigò alla volta della base di Takao a Formosa; il pomeriggio del 6 dicembre partì e si fermò a sera a Fangliao, nel sud dell'isola.

### 1942
Il giorno seguente salpò a fianco della nave appoggio idrovolanti Sanuki Maru, che la mattina presto dell'8 prestò supporto aereo ai facili sbarchi sulle isole Batan. Il Numero 1 scortò dunque indietro la portaidrovolanti, fece tappa all'isola Camiguin e il 14 si fermò alle isole Amami Ōshima, dove si riunì al pattugliatore gemello Numero 2. Il 17 partirono e raggiunsero una settimana dopo la baia Lamon, toccata il 24; il Numero 1 caricò provviste e acqua e continuò da solo per le isole Palau, toccate il 29. Fatto rifornimento, ripartì il 2 gennaio 1942 e si fermò a Davao (Mindanao), poi nella vicina baia di Magunaga il 6 per essere aggregato alla formazione del contrammiraglio Kyūji Kubo, forte dell'incrociatore leggero Nagara, di vari dragamine e cacciasommergibili, che scortava il convoglio d'invasione per Celebes: una volta completate le operazioni, rimase dal 15 al 21 gennaio presso l'isola di Banka assieme al Numero 2 e altro naviglio leggero; si spostò poi a Kendari di scorta a un convoglio e il 29 tornò a Banka. Il 2 febbraio il Numero 1, il Numero 2 e le altre unità lasciarono l'isola per recare a Kendari reparti da costruzione, quindi seguirono il grosso della squadra del contrammiraglio Kubo che difese il convoglio d'invasione predisposto per la cittadina di Makassar (sempre su Celebes): l'operazione si svolse tra il 6 e il 10 febbraio senza difficoltà, pertanto il giorno seguente il Numero 1 e il gemello fecero ritorno a Kendari e, da lì, proseguirono sino all'isola di Ambon toccata il 14. Nei giorni seguenti le due navi appoggiarono, assieme al Numero 34, l'occupazione della neutrale Timor portoghese; infine accompagnarono un trasporto nell'appena conquistata Kupang (25 febbraio). Per il resto di marzo il Numero 1 compì brevi viaggi tra Kupang e Kendari, allo scopo di rifornirsi di carburante e alimenti, poi il 21 si ancorò ad Ambon dove stava assembrandosi una squadra agli ordini del contrammiraglio Ruitarō Fujita, incaricata di occupare la Nuova Guinea olandese e nella quale fu compreso, tra le altre unità, anche il pattugliatore Numero 2. L'operazione N ebbe avvio il 31 marzo, gli sbarchi si verificarono tra il 1º e il 21 aprile e il Numero 1 fu impegnato in continui spostamenti tra le località attaccate, in difesa di svariate navi da carico, mercantili e navi deposito. Il 23 aprile lasciò Manokwari, dove era ormeggiato, e fece rotta per Yokosuka, raggiunta il 1º maggio dopo una tappa a Saipan; il Numero 1 e altri tre pattugliatori (Numero 2, 34, 35) tornarono alle dirette dipendenze della base. Due settimane più tardi il Numero 1, 2 e 34 salparono di scorta a un trasporto e alla nave appoggio idrovolanti Akitsushima, che giunsero indenni a Saipan il 19. Qui stava radunandosi un importante convoglio d'invasione per l'atollo di Midway sotto la protezione dell'imponente 2ª Flotta (viceammiraglio Nobutake Kondō): il pattugliatore abbordò per errore, in rada, una petroliera ma riportò solo leggere avarie e poté così salpare con tutte le altre navi. Non ebbe però parte alcuna nella disastrosa battaglia delle Midway (4-6 giugno).
A metà giugno la squadra rientrò a Saipan e vi fece scendere le truppe che avrebbero dovuto occupare le isole, poi il Numero 1 proseguì sino a Yokosuka e il 1º luglio tornò agli ordini del reparto di guardia locale. Dopo aver scortato un convoglio da Nagaura alla base, si portò isolatamente sino a Saipan (28 luglio) e poi tornò a Yokosuka. Il mattino del 9 agosto partì però urgentemente con il Numero 2 per la base aeronavale di Truk, nel quadro della concentrazione di forze indotta dall'improvviso sbarco statunitense a Guadalcanal. Raggiunta la rada dopo una tappa a Saipan, il 16 ripartirono di scorta all'incrociatore ausiliario Kinryu Maru, che stava recando sull'isola la 5ª Forza da sbarco speciale "Yokosuka", e navigarono verso sud: il 25, al termine della confusa battaglia delle Salomone Orientali, bombardieri in picchiata Douglas SBD Dauntless e quadrimotori Boeing B-17 Flying Fortress attaccarono il convoglio e affondarono l'incrociatore. Il Numero 1, assieme ad altre navi da guerra, recuperò i superstiti e riparò nella rada delle isole Shortland. Per i mesi seguenti il Numero 1 operò tra questa base avanzata e la piazzaforte di Rabaul, poi all'alba del 27 novembre salpò alla volta delle isole Palau assieme a un cacciasommergibili, di scorta a un gruppo di quattro mercantili: la missione ebbe successo, ma il servizio espletato nel resto del 1942 non è conosciuto.

### 1943: l'affondamento
Il pattugliatore Numero 1 rimase probabilmente tra le Palau e le Filippine fino al principio del 1943, quando mise la prua a sud-est per rientrare nel teatro del Pacifico sudoccidentale; fu anche incaricato di scortare una petroliera. Il piccolo convoglio finì sotto l'attacco del sommergibile USS Guardfish poco prima della mezzanotte del 12 gennaio, poco al largo dell'isola della Nuova Hannover: il battello adoperò il nuovo radar SJ per cogliere di sorpresa il Numero 1 e centrarlo con un siluro. Il pattugliatore saltò in aria e colò a picco 10 miglia a sud-ovest delle isole Tingwon (2°51′S 149°43′E); non è noto se ci furono o meno superstiti.
Il 10 febbraio 1943 il Numero 1 fu depennato dai registri della Marina imperiale giapponese.